# Zew Wawa Morejno
Zew Wawa Morejno (ur. 28 lutego 1916 w Warszawie, zm. 19 marca 2011 w Nowym Jorku) – rabin chasydzki Ger, w latach 1956–2011 naczelny rabin Polski; był ostatnim żyjącym rabinem, który otrzymał smichę w przedwojennej Polsce.

## Życiorys

### Młodość
Urodził się w Warszawie w rodzinie chasydzkiej, związanej z dworem cadyków z Góry Kalwarii. Jego ojciec, Pinchas Morejno z Sokółki był przemysłowcem w Warszawie. Jego pradziad ze strony ojca – rabin Dawid Morejno, był zięciem rabiego Israela Lipkina – twórcy ruchu Musar.
Studiował na uczelniach rabinackich w Baranowiczach, Mirze i Kamieńcu Litewskim. Jeszcze jako student został uznany za genialnego znawcę Talmudu. W wieku 17 lat zaczął nauczać w jesziwie chasydów gerskich Chiduszej Harim przy ulicy Żelaznej 57 w Warszawie. Na początku 1939 otrzymał smichę rabinacką w warszawskiej jesziwie Das Mosze. Udzielili mu jej: rabin Boruch Ber Lejbowic (1864–1939), rektor Jesziwy w Kamieńcu Litewskim i autor książki Briskas Szmuel; rabin Josef Jicchak Meir Kanol z Błaszek (zm. 1943); rabin Szlomo Dawid Kahane (1869–1953), naczelny rabin Warszawy oraz rabin Jechezkel Michaelson z Płońska. W tym samym roku wyjechał do Żupran, gdzie objął stanowisko rabina.

### II wojna światowa
Po ataku III Rzeszy na Związek Radziecki w czerwcu 1941 został przesiedlony do getta w Oszmianie, gdzie również spełniał funkcję rabina. Po jego likwidacji trafił do getta wileńskiego, gdzie kontynuował swoją działalność jako rabin.
We wrześniu 1943 wraz z grupą innych ocalałych Żydów z Wilna i Kowna trafił do obozu koncentracyjnego Klooga w Estonii. Tam mimo ekstremalnych warunków pełnił funkcję rabina, zachowywał koszer i starał się święcić Szabat. W dniach od 19 do 23 września 1944 Niemcy rozpoczęli likwidację obozu mordując przy tym 2000 więźniów. Około 85 więźniów, w tym rabin Morejno, ukryło się w pobliskich lasach, dzięki czemu doczekali wyzwolenia w dniu 28 września. Jedna z wersji utrzymuje także, że uciekł z Klooga i – dzięki znajomości języka francuskiego – był w stanie przetrwać do końca wojny, ukrywając się w obozie jenieckim dla żołnierzy francuskich, gdzie udawał jednego z nich.

### Lata powojenne

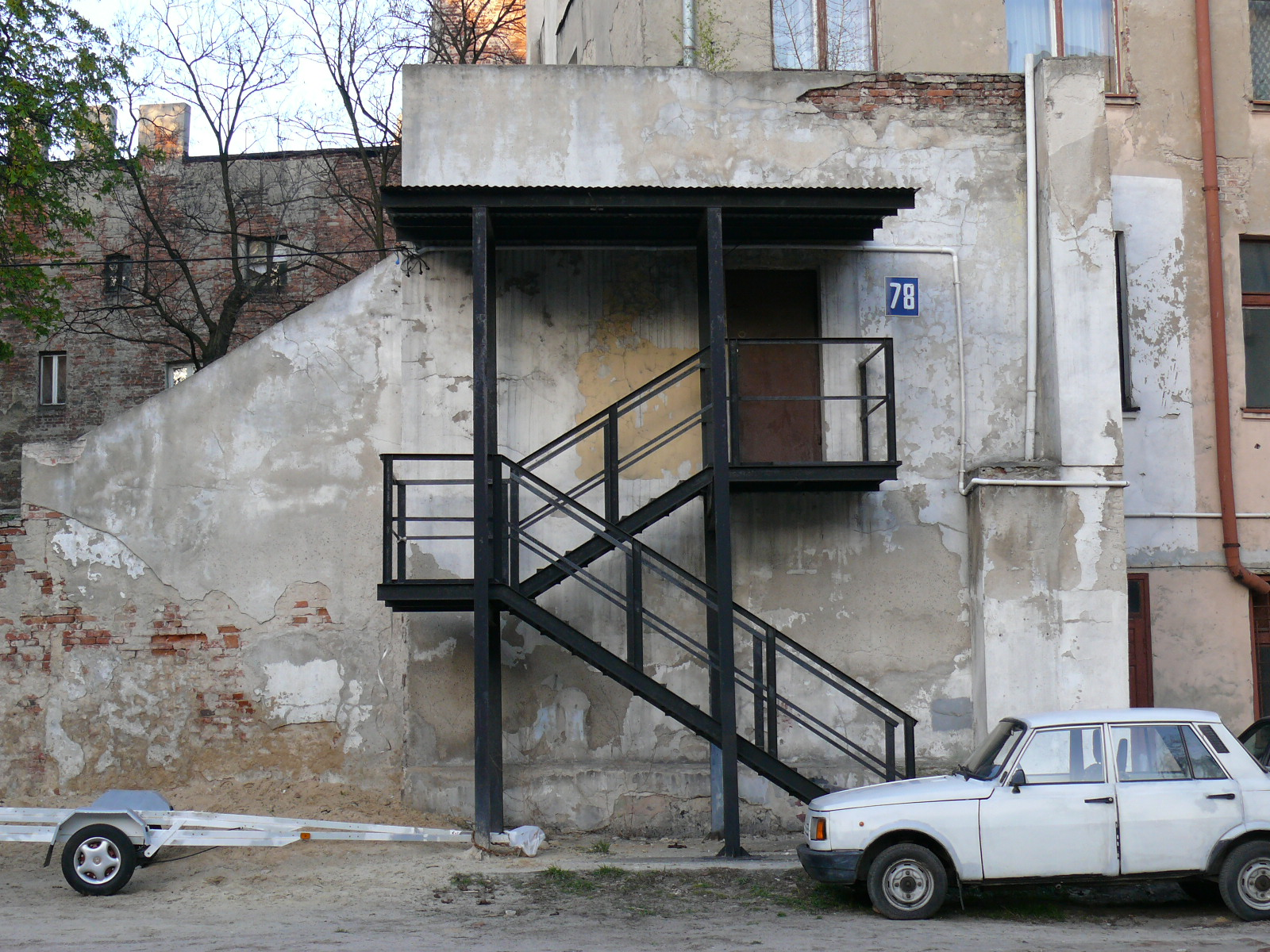
Dawne biuro i mieszkanie Zewa Wawy Morejny, ul. Zachodnia 78 w Łodzi

W 1945 powrócił do Polski i zamieszkał w Łodzi przy ulicy Zachodniej 78. W tym samym roku założył Wyższą Szkołę Rabiniczną Necach Israel, której w latach 1945–1946 był rektorem. W 1950 wobec emigracji studentów i wykładowców siedziba uczelni została przeniesiona do Jerozolimy. Rabin Morejno ostro przeciwstawiał się liberalnemu traktowaniu praw Tory przez członków kongregacji i syjonizmowi, dlatego sprzeciwiał się emigracji Żydów do Izraela. Ostro potępiał naruszanie przestrzegania Szabatu, naruszanie zasad koszerności oraz odstępstwa od reguł obchodzenia świąt religijnych. Z tego powodu popadł w konflikt z rabinem Dawidem Kahane, działaczem syjonistycznej partii Mizrachi i przewodniczącym Naczelnej Rady Religijnej. Grupa rabinów rozważała nawet wykluczenie go ze społeczności żydowskiej. Konflikt został jednak zażegnany i w 1948 został wybrany rabinem Łodzi. Usunięty z tego stanowiska w 1952 po konflikcie z władzami komunistycznymi dotyczącymi okrojenia nowego cmentarza żydowskiego przy ulicy Brackiej.
W 1956 został przywrócony na stanowisko rabina Łodzi, a także wybrany na naczelnego rabina Polski i przewodniczącego Naczelnej Rady Religijnej. Na początku 1957 został jednak odwołany ze wszystkich funkcji przez Zarząd Związku Religijnego Wyznania Mojżeszowego z powodu stawiania przez niego zbyt surowych wymagań w sprawach przestrzegania halachy na członków związku. Nigdy nie pogodził się z tą decyzją, powołując się na reguły halachiczne, które nie dopuszczają usuwania rabina za wzywanie do przestrzegania żydowskiego prawa religijnego.
W 1957 wyemigrował do Izraela, gdzie przez dwa lata pozostawał pod opieką rabina Jisraela Altera (1895–1977), piątego cadyka z dynastii Ger. Otrzymał tam propozycję objęcia stanowiska dajana, a także Rosz Bejt Din (Przewodniczącego Sądu Rabinackiego), jednak odrzucił te oferty, ponieważ uważał, że jego miejsce jest wśród Żydów w Łodzi.
W protokole z walnego zebrania ZRWM z dnia 4 listopada 1958 tak scharakteryzowano rabina Morejnę:
[...] rabin Morejno jest nieodpowiedni, chce wprawdzie wywołać wrażenie, że został delegowany przez Naczelny Rabinat Israela i powołuje się na to, jednak koncepcja ta jest sfingowana. Związek Religijny Wyznania Mojżeszowego w PRL jest w posiadaniu pisma za podpisem Ministra Pełnomocnego Państwa Israel w PRL Pana Katriela Katza, w którym poświadcza się w porozumieniu z Naczelnym Rabinatem Państwa Israel, że Rabin Morejno nie wyjechał do PRL jako przedstawiciel Rabinatu Israela.
W 1966 po wyjeździe z Polski Uszera Zibesa został jedynym w kraju rabinem. Nadal posługiwał się tytułem naczelnego rabina Polski, za co był wielokrotnie karany przez władze komunistyczne. W latach 60. rozpoczął walkę z władzami przeciwstawiając się głównie dewastacji i likwidacji cmentarzy żydowskich. Od tego czasu był regularnie inwigilowany przez Służbę Bezpieczeństwa. Stosowano wobec niego liczne prowokacje.
Podczas antysemickiej nagonki, będącej następstwem wydarzeń marcowych ostro protestował przeciwko wymuszaniu emigracji na Żydach wysyłając liczne listy i apele do władz. Zarzucał jej, że przyczynia się do zanikania religijnego życia żydowskiego oraz wskazywał na występujący w Polsce antysemityzm. 9 maja 1968 wysłał także list z prośbą o pomoc do prymasa Polski Stefana Wyszyńskiego z kopią do władz PRL. W 1969 został aresztowany i umieszczony na pewien czas w szpitalu psychiatrycznym w Kochanówce za zarzucenie PZPR wyniszczania społeczności żydowskiej w Polsce. W jego sprawie interweniował rabin Joel Teitelbaum, cadyk z dynastii Satmar.

### Emigracja
W 1973, kiedy większość religijnych Żydów opuściła Łódź, zdecydował się wraz z żoną na emigrację do Stanów Zjednoczonych. Zamieszkał w Nowym Jorku na Brooklynie, gdzie po pewnym czasie objął funkcję rabina chasydów z Góry Kalwarii. Gaon Moshe Feinstein – jeden z najwybitniejszych autorytetów żydowskich – w 1981 wydał halachiczne potwierdzenie, że Morejno ma nadal prawo tytułować się naczelnym rabinem Polski.
W 1988 jego mieszkanie przy Alei Kościuszki 53 zostało brutalnie przejęte przez urząd kwaterunkowy. W trakcie eksmisji znaczna część judaiców, bogatego księgozbioru i dokumentów została wyrzucona na śmietnik lub spalona. Były to m.in. unikatowe wydanie przedwojennej dokumentacji łódzkiego cmentarza żydowskiego, banknoty z łódzkiego getta, tzw. rumki, zwoje Tory, listy z głównego rabinatu Wojska Polskiego z II wojny światowej, korespondencja rabina z dostojnikami państwowymi, żydowskie księgi urodzeń, wiersze o zagładzie Żydów, wizytówki wielu znanych przed wojną osobistości, plakaty, chałaty i tałesy. Zaledwie niewielka część została przejęta przez władze miejskie. W 1999 rabin Morejno otrzymał symboliczne odszkodowanie za wyrządzone straty.
Na początku lat 90. powrócił do Polski i próbował objąć stanowisko naczelnego rabina Polski, co spotkało się z dezaprobatą społeczności żydowskiej. Został przemocą usunięty z bimy w synagodze im. Małżonków Nożyków w Warszawie. Po tym incydencie wrócił do Nowego Jorku, gdzie mieszkał do śmierci. W 2008 po wielu latach Stowarzyszeniu 614. Przykazania udało się nawiązać kontakt z rabinem. Został pochowany w Jerozolimie na cmentarzu na Górze Oliwnej.

### Rodzina
Miał żonę i dwie córki. Jedna jest żoną rabina Shaula Dova Wallacha, znawcy praw kaszrutu, a druga żoną rabina Davida Posnera, rektora Jesziwy Maaleh w Izraelu.